# Мускоги
Мускогите (на английски: Muscogee) или Маскоки на техния език, са по-известни като Крийки или Крики. Това име идва от английското име на река Окмулги – Очеси Крийк. Техният език е мускогски, който дава името на едноименното езиково семейство.
Мускогите са господстващата група в Крикската конфедерация, слаба политическа организация на няколко индиански племена, живеещи в югоизточната част на днешните Съединени американски щати, основана малко преди 1540 г. и засилила значително влиянието си през XVII век и XVIII век. Хората от племената в конфедерацията са наследници на Културата Мисисипи (800 г.– 1500 г.), известна със своите големи насипни могили и сложно йерархично построено общество.
До идването на европейците мускогите контролират обширна територия, простираща се от централна Алабама, на изток до Атлантическия океан. В началото на 19 век мускогите са екстрадирани принудително в Оклахома, където се налага да започнат живота си наново.

## Население
Липсват надеждни оценки за броя на населението на конфедерацията преди европейския контакт (1540 г.). Предполага се, че са наброявали около 22 000 души, но е възможно да са в пъти повече. През 1715 г. конфедерацията наброява 8500 души и достига най-ниската си точка от 4000 – 5000 през 1720те и 1730те. До 1764 г. населението нараства до 10 500 души, а до 1798 г. до 16 000. Точно преди отстраняването им в Оклахома през 1832 г. наброяват 21 792 души. Вече в Оклахома, през 1859 г. намаляват до 13 573. При преброяване през 1890 г. са отчетени 9639 крики и 4203 свободни черни роби. През 2010 г. общият брой на записаните членове на нацията е 88 332 души.

## Култура
Основна политическа единица при мускогите е племенният град (талуа). Около 50 града, с от 30 до 100 домове и между 100 и 1000 души население, разположени на някоя река, образуват първоначалното ядро на конфедерацията. Съюзите между тези градове определят естеството на конфедерацията. Всеки град е политически независим и следва своя отделна външна политика. Градът е построен около голям централен площад, който служи за различни церемониални и социални дейности. Близо до площада, на отделни високи могили се намира Големият дом на Съвета и няколко други постройки. Жилищата, изградени от рамки от пръти, измазани с кал и с островърхи покриви, покрити с кора или тръстика, са групирани около площада по кланова принадлежност. Всяко семейство има зимно и лятно жилище, и двуетажен хамбар, построени около вътрешен двор, където семейството отглежда различни зеленчуци за собствена консумация. Извън града, далеч около него се простират обширни общински полета, които са обработвани предимно от мъжете, макар че правата върху тях се наследяват по женска линия. Общинските ниви принадлежат на града и вождът (мико) ги разпределя между клановете, които от своя страна ги раздават на своите членове. Клановете и домакинствата запазват правата за ползване на нивите, докато са годни за използване.

### Икономика
Първоначално основните култури, които са отглеждани, са царевица, боб и тикви. От 18 век възприемат от европейците редица зеленчуци и овощни култури, както и говедата, свинете и конете. От изкуствата добре развити са кошничарството и грънчарството. Обработват също така мидени черупки, мед и месинг, а по-късно и сребро. Жените тъкат платове, а мъжете изработват дълбани канута. Ловът, политиката и войната са изключително мъжки дейности.

### Социална организация
Обществото на мускогите е йерархично построено. Начело на йерархията стои племенният вожд (мико). Той е избиран до живот от определен клан главно по заслуги, но има и известен наследствен елемент. Вождът не притежава абсолютна власт. Негово задължение е да ръководи обществените и домакински дейности, да изслушва хората и да ръководи племенния съвет. Следващите във властта след мико са „микалги“ и съветниците, които формират съвета на племето. Този съвет избира един велик войн за военен вожд, който управлява по време на война. Следващите по авторитет в йерархията са „хини халги“ (старейшините). Те отговарят за обществените сгради, контролират строежа на домове, насочват земеделието и приготвят свещената черна напитка. Почитаните мъже (исти цакалги) са следващите по ранг. Това са хора, отличили се с дълга обществена или военна служба. Най-накрая са обикновените хора. Йерархично построеното им общество е разделено на две половини, което се проявява в наличието на Червени и Бели градове. Червеното е свързано с войната, а бялото с мира.
Всяко населено място е разположено обикновено на някоя река и се състои от 30 до 100 домове, групирани около голям централен площад, който служи за различни обществени мероприятия. До площада, на висока могила е построен и големият дом на Съвета. Всяко семейство има зимна и лятна къща и двуетажен хамбар, а който може да си позволи има и склад за кожи. Постройките са построени около централен двор, където семейството отглежда различни зеленчуци за собствени нужди. Всяко семейство е икономически независимо, въпреки че понякога семействата се обединяват и споделят ресурсите в рамките на разширеното семейство и клана. Семействата от един род строят къщите си близо една до друга, на място определено за техния клан.
Всеки град има отделна територия и цялата земя принадлежи на града. Съюзническите градове често споделят ловните си територии. Мико (вождовете) разпределят земеделските земи между клановете, които след това ги раздават на своите членове. Клановете и домакинствата запазват правата за ползване на тези земи, докато са годни за използване. Правата върху земеделските земи се наследяват по женска линия, но за тях се грижат предимно мъжете. Мъжете също така ловуват, строят домове и други постройки и изработват инструменти и оръжия. Мъжете силно доминират обредните и лечебни дейности, както и политиката и войната, които са изключително мъжка работа. Жените изработват керамика, плетат кошници и рогозки, приготвят храната, обработват кожи, шият дрехи, помагат на общинските ниви, грижат се за дома и градината и възпитават децата. Неомъжените жени имат значителна сексуална свобода. Мъжете може да имат повече от една жена. Бракът се формализира с даването на подаръци. Разводът е необичаен, особено ако вече има деца. И двете страни са наказвани или убивани за изневяра. Изнасилването, кръвосмешението и магьосничеството са най-големите престъпления. Вдовиците спазват четиригодишен траур, а вдовците може да се оженят отново след 4 месеца. Хората задължително се къпят преди хранене. Мъртвите са погребвани с личното им имущество под къщите им в седнало положение. Няма строги траурни обреди.

#### Кланова система
Всеки човек от племето принадлежи към някой клан. Членството в клана се определя по майчина линия. Клановете са групирани в екзогамни фратрии с променлив състав, които от своя страна са разделени на две части – Хатакаки и Силокаки, които имат предимно ритуални функции. Бракът в клана и фратрията е строго забранен. Идентифицирани са над 50 техни клана. Не всеки клан присъства във всеки град. В един град рядко има повече от 12 клана. Най-много записани клана в един град са 28. Няколко клана се обединяват в една група и така съставят племето. То, доколкото представлява политическа единица, е наричано „Италуа“, което също означава и народ. Друг термин „Талофа“ означава град или село, но без да се отнася до жителите, а само до населеното място. Всяко племе има един основен град, с който се идентифицира. Този град може да бъде самостоятелен или да има едно или повече села, свързани с него. В града всеки клан има определено място и отговорности. Повечето от клановете вече са изчезнали.

### Религиозни вярвания
Религията на мускогите е политеистична, с няколко богове и множество духове. Главен бог е Хисакита Имиси – Господаря на въздуха. Той властва в Страната на благословените мъртви и получава като жертвоприношение първия убит лов всеки сезон, а също така и късче от храната преди всяко хранене. След него най-почитани са Слънцето и Свещеният огън. Други божества са Луната, Гръмотевицата, Царевицата и Четирите вятъра. Освен това вярват в духовната сила – Хилисуа, която прониква през Вселената и е присъща в различна степен при хора, животни, места и предмети. Живите същества притежават две души – жизнена сила (хисакита – дъх), която изчезва след смъртта, и вечна духовна сила (пойификса). Човек може да улови или получи такава духовна сила и да я използва. Дори и неодушевените предмети може да притежават пойификса.
Най-важната годишна церемония е Танцът на зелената царевица, която е едновременно церемония на благодарност и на обновяване. Има също така множество обществени и индивидуални обреди и ритуални танци.

## Племена и градове
Крикската конфедерация е чисто военна организация, която има за цел да се противопоставя на северните племена на по-ранен етап, а след това на европейските колониални сили. Няма точна дата за формирането на конфедерацията, но от разказите на експедицията на Ернандо де Сото става ясно, че някои от градовете са в съюз през 1540 г. Доминиращи племена тогава изглежда са куса, талапуса (окфуски), алабама и кауита (ковета), както и абика и касита. По-късно всички тези племена и цялата конфедерация стават известни на колонистите в Каролина като племето крики или Конфедерацията крики. Името идва от Очеси Крийк, британското наименование на река Окмулги. Впоследствие британците, а след това и американците започват да разграничават две отделни групи на конфедерацията – Горни крики и Долни крики.
Градовете и селата на горните крики са разположени в басейните на реките Алабама, Куса и Талапуса, в североизточна и централна Алабама, и са разделени на три регионални дивизии или конфедерации, включващи над 20 – 30 града през 1738 г. и над 40 – 50 през 1832 г. Племената, които формират обединението горни крики са – алабама, абика, талапуса (окфуски), куса, уакокаи, юфола, хилиби (хилаби), атаси, холивахали, фусхачи, канхатки, кеаледжи, уиуока и тукабаче – всичките крикскоговорещи. Също така две или повече групи коасати говорещи, натчезко говорещите пакана, тимукоа говорещите таваса, чакатоговорещите окчай, томахитан и някои чикасо и шоуни.
Долните крики са по Чатахучи и Окмулги в източна Алабама и западна Джорджия. Племената на долните крики са – коасати, тускоги (тускеги) – техният оригинален език не е крикски, предполага се че е език коасати. Друга група е ямаси. На юг от тях са три групи крикско говорещи – ковета, касита и коломи. Близо до тях са 5 хичити говорещи групи – хичити, апалачикола, окмулги, окони и чиаха. Останалите групи – осочи, такуса, таматли, савокли и мукласа са неидентифицирани езици.
От най-ранни времена мускогските градове са пръснати от Атлантическото крайбрежие на Джорджия до централна Алабама и от района на река Савана и река Тенеси, на юг почти до Мексиканския залив. Трудно е обаче да се отделят големите подразделения на племето от градовете и градовете от селата, но със сигурност са известни няколко отделни мускогски племена в много ранен период.
- Абика – едно от най-древните подразделения на мускогите, тъй като името им се появява в най-старите мускогски миграционни легенди. Ранните колонисти често използват името като събирателно за всички горни крики. Живеят по реките Куса и Алабама в окръзите Сейнт Клеър, Калхун и Талапуса в Алабама.

- Атаси – на някои карти преди Войната ямаси (1715) името атаси се появява сред мускогските градове по река Окмулги, в горното ѝ течение.

- Хилиби – през 1540 г. войниците на Ернандо де Сото споменават, че посещават град, наречен Илапи. Дали това е бил Хилиби не е ясно. По-късно на карти от 1733 г., 1738 г. и 1750 г. името Илапи (Илапе) се появява отново между реките Куса и Талапуса.

- Тукабаче – през 1686 г. испанците за първи път споменават града при острия завой на река Талапуса под името „Тикопаче“. От останалите крики градът се счита за един от основателите на Крикската конфедерация и за водещ град сред горните крики, както и за водещ град на цялата нация. В късните години на колониалния период той е най-гъсто населеният град на горните крики и подобно на другите градове има собствено церемониално име – Спокоги (Испокоги).

- Юфола – местоположението им, което е добре известно, е на Таладега Крийк, на няколко мили южно от днешния Таладега в Алабама. По-късно този град става известен като Стария град Юфола или Юфолахачи.

- Касита – според легендата, в миналото касита и ковета са един народ, който идва от запад. След време едните, които живеят на изток, започват да се наричат касита, а тези на запад – ковета. В хрониките на Ернандо де Сото се споменават под името „касисте“ и че живеят близо до Талапуса.

- Ковета или Кауита мамаи са второто по големина племе на долните крики след касита. Отначало всички хроники говорят за всички долни крики като ковета, тъй като това е водещото племе сред долните крики отделно от касита.

- Куса – по времето на Ернандо де Сото, Куса е най-мощният град на горните крики.

- Окфуски (Акфаски) – градовете Окфуски са най-голямата група, която произлиза от Куса. Те не се споменават от Де Сото, но доказателства сочат, че се появяват в доста ранен етап. На карта от 1733 г. са показани два града Окфуски, първият между реките Куса и Талапуса, а другият нагоре по Талапуса.

Следващите подразделения не е ясно дали са отделни племена или са разклонения на някои от основните племена:
- Фусхачи – името на този град се появява за първи път на карта от 1733 г., където е поставен на южния бряг на река Талапуса. Бил е в тесни връзки с коломи, канхатки и атаси. Заради това се предполага, че са клон на някое от тези племена. Според Джон Рийд Суонтън може да са подразделение на холивахали. След крикската война от 1813 г. мигрират във Флорида и се присъединяват към семинолите.

- Канхатки – историята на канхатки или иканхатки е свързана с тази на фусхачи. За първи път се появяват на карта от 1738 г., на която са локализирани под коломи на северния бряг на Талапуса. Възможно е да са разклонение на холивахали. След 1813 г. по-голямата част от тях мигрират във Флорида.

- Кеаледжи – името им се появява сравнително късно в историята. Градът им се намира на десния бряг на Киалага Крийк през 1790-те. Възможно е да са подразделение на тукабаче.

- Уиуока – се формират доста късно от бегълци от други мускогски племена. Предполага се, че предишното им име е уетумка. За първи път се появяват на карта от 1738 г., на която са локализирани на Хачет Крийк.

- Коломи – най-ранното споменаване на коломи е през 1686 г., когато живеят на река Окмулги. След Войната ямаси (1715) се местят на Чатахучи. На картите от този период името им често се появява като „коломино“. По-късно се местят на река Талапуса. Една група коломи се споменава, че живее във Флорида през 1778 г. След Крикската война от 1813 г. всичките мигрират във Флорида.

- Уакокаи – градът Уакокаи се появява за първи път на карта от 1733 г. в средното течение на Хачет Крийк, в окръг Куса. Малко по-късно хората от този град се разделят и тези, които напускат, основават два нови града – Тукпафка и Уигуфки. Едно трето село – Сакападал също се споменава на Хачет Крийк.

- Холивахали – експедицията на Ернандо де Сото посещава град с името Улибахали през 1540 г. и според описанието на местоположението му, то съвпада с по-късното положение на холивахали. През 1560 г. Тристан де Луна споменава името като Олибахали, който се намира на северния бряг на Талапуса в окръг Елмор. Известно е едно тяхно подразделение – Лапиако, които са се отделили от основния град и издигат нов на южния бряг на Талапуса, точно срещу холивахали.

Освен познатите племена и градове и техните разделения, които са идентифицирани, е имало още доста градове и села, които не могат да бъдат свързани с нито един познат град, заради оскъдната информация за тях.
- Опилтлако (Пилтлако) изглежда е най-старият и важен град от тях. Името му се появява на карта от 1733 г. и в списъци от 1750 и 1760 г. Градът е локализиран на известно разстояние от река Куса, на поток със същото име. Името на града не се появява в списъка от преброяването на криките през 1832 г. и съдбата му остава неизвестна. За останалите градове и села, чиито имена се появяват в различни карти и списъци, информацията е още по-оскъдна.
- Акпактаниче (Аепатаниче) – на карта от 1703 г. на река Куса. Може да се отнася до пакана.
- Алкихачи (Алкохачи) – може да се отнася до Лалогалга
- Ацасапа – на Талапуса, под Тълса. Може да е хачичуба
- Очечула
- Охоба – под Атуга, вероятно синоним
- Брийд Камп – споменава се през 1761 г.
- Коуолу
- Чачане – появява се през 1738 г.
- Чанахунреге – между Куса и Талапуса
- Чананаги
- Чичоукфи – близо до Уиуока Крийк
- Чиннаби – вероятно идентично с Оти Пейлин
- Чискалаге – може би село на ючи
- Чолоко Литабихи – на Хорсшу Бенд на Талапуса
- Чуала – под Уайт Оак Крийк
- Кофа – вероятно се отнася до Куса
- Кохачи – на река Куса
- Коналига
- Кукахапофе – на Чатахучи
- Котахотустенуги – на десния бряг на Уапато Крийк. Може би е име на човек
- Кау Таунс
- Донали Таун – на Флинт Ривър, споменато през 1793 г.
- Екун дуцке – може би се отнася до Лайн Крийк Таун
- Емаре или Хемани Таун – в списъка от 1832 г.
- Итохуиуаки (Итахасиуаки) – 100-те жители. На Чатахучи през 1820 г.
- Файф Вилидж – на няколко мили източно от Таладега
- Финхалуи – може би град на ючи. В списъка от 1832 г.
- Хабикуаче
- Икан Ацака – унищожено на 25 декември 1813 г. Разположено на устието на Холи Граунд Крийк
- Кехачи – между Куса и Талапуса
- Кероф
- Лустухачи – на Талапуса
- Мелтън Вилидж – на Таун Крийк
- Нанипаскулги
- Окчанауа – на Солт Крийк
- Олд Таун Окони – на река Кахоуба
- Оти Пейлин (Десет острова) – на западния бряг на Куса
- Оти Тучини (Три острова)
- Пиа Крийк – може би село на тукабаче. Споменава се през 1761 г.
- Рабит Таун – в списъка от 1832 г.
- Сатапо – на река Тенеси. Среща се в хрониките на Хуан Пардо.
- Сичарлича – вероятно клон на касита.
- Талуа Хаджо – на река Кахоуба
- Талипсехоги – в списъка от 1832 г.
- Талисхачи – източно от Таласехачи Крийк
- Талапуса – може би град на алабама
- Тохоуогли – малко под водопада на Чатахучи. Възможно е да се отнася до савокли.
- Търки Крийк
- Ункуола – на река Куса
- Уолхол – може да се отнася за юфола
- Уийола – вероятно изкривена форма на името на добре познат град.

## История
Историята на криките започва с идването на Ернандо де Сото през 1540 г. До идването на европейците мускогите контролират обширна територия, простираща се от централна Алабама, на изток до Атлантическия океан. Кога са се заселили не е ясно. Техните легенди разказват за дълга миграция от запад. Когато пристигат в Алабама и Джорджия, те срещат редица местни народи, с които се съюзяват вместо да воюват. Впоследствие от тези междуплеменни съюзи възниква Крикската конфедерация, която вече функционира по времето на идването на Ернандо де Сото (1540).

### Образуване на Крикската конфедерация
Крикската конфедерация е основана малко преди 1540 г. и засилва значително своето влияние през 17 и 18 век. Отначало конфедерацията всъщност е разделена на 4 регионални обединения или вождества, които са известни в източна Алабама и западна Джорджия преди 1680 г. Тези вождества са Куса, Талапуса, Алабама и Кауита (Ковета). С течение на времето тези 4 конфедерации приемат части от племената апалачи, чакато, пенсакола, мобила, ямаси и окони. В началото на 18 век четирите конфедерации се обединяват в единен съюз и образуват Конфедерацията крики или мускоги. Конфедерацията като цяло няма пряко влияние върху социалния живот на отделните племена или градове. Броят на градовете и съставните племена варира във времето – от около 30 – 40 в началото на 18 век до 80 в края на века. Ковета и куса имат най-много градове в началото и по над 30 всяка по-късно. Талапуса има между 8 и 15 града, а алабама 4 – 6. Крикската конфедерация е чисто военна организация, която има за цел да се противопоставя на северните племена на по-ранен етап, а след това на европейските колониални сили. Няма точна дата за формирането на конфедерацията, но от разказите на експедицията на Ернандо де Сото става ясно, че някои от градовете са в съюз през 1540 г. По-късно конфедерацията става известна на колонистите в Каролина като племето крики или Конфедерацията крики. Впоследствие британците, а след това и американците започват да разграничават две отделни групи на конфедерацията – Горни крики и Долни крики.
Градовете и селата на горните крики са разположени в басейните на реките Алабама, Куса и Талапуса, в североизточна и централна Алабама. Племената, които формират обединението горни крики, са – алабама, абика, талапуса (окфуски), куса, уакокаи, юфола, хилиби (хилаби), атаси, холивахали, фусхачи, канхатки, кеаледжи, уиуока и тукабаче – всичките крикскоговорещи; също така две или повече групи коасати говорещи, натчезко говорещите пакана, тимукоа говорещите таваса, чакато говорещите окчай, томахитан и някои чикасо и шоуни.
Долните крики са по Чатахучи и Окмулги в източна Алабама и западна Джорджия. Племената на долните крики са – коасати, тускоги (тускеги) – техният оригинален език не е крикски, предполага се, че е език коасати. Друга група е ямаси. На юг от тях са три групи крикско говорещи – ковета, касита и коломи. Близо до тях са 5 хичити говорещи групи – хичити, апалачикола, окмулги, окони и чиаха. Останалите групи – осочи, такуса, таматли, савокли и мукласа са неидентифицирани езици.

### Испанска, френска и британска експанзия
През пролетта на 1540 г. Де Сото и експедицията му преминават през няколко селища в южна Джорджия и наричат страната Провинция Чиси (Ачесе, Ичиси). Тя може би е била населена с крики, тъй като е известно, че хичитите наричат мускогите – очеси. Малко по-късно Де Сото навлиза в Провинция Кофитачеко, вероятно заета от касита и ковета. Същото лято Де Сото влиза в Куса и преминава през страната на горните крики. Експедицията на Тристан де Луна посещава отново Куса през 1559 г. Испанците помагат на Куса да разгромят враговете си напочи. Кофитачеко е посетена от Хуан Пардо през 1567 г., а по-късно и от други испански изследователи. Възможно е по това време Провинция Гуал да е заета от криките. В следващите стотина години никой европеец не посещава района.
По времето когато е колонизирана Южна Каролина (1670), Крикската конфедерация вече се ползва с голямо влияние. Търговците от Каролина достигат до селищата им, за да обменят европейски стоки за еленови кожи и роби. През 1675 г. испанците и мисионизирани индианци изгарят повечето крикски градове по поречието на Чатахучи. През 1680 г. англичаните построяват търговски пост на река Окмулги, който става известен като Очесехачи. Много крикски градове се преместват близо до него, за да избегнат испанските нападения в горна Флорида. В периода 1703 – 1705 г. подпомагани и подтиквани от колонистите в Каролина, криките и ямасите започват масирани нападения срещу индианците и испанските мисии в Северна Флорида. До 1707 г. почти всички мисии са изоставени, а оцелелите индианци или бягат на запад в Мобил при французите, или се присъединяват към криките. По време на Войната ямаси (1715 – 1717) криките подкрепят ямасите срещу колонията Каролина. В резултат на това, след потушаване на въстанието, ямасите бягат в испанска Флорида, а криките са принудени да изоставят всичките си селища по Окмулги и да се изместят на запад на Чатахучи. Французите от Мобил се възползват от войната и влошените отношения между криките и англичаните, и построяват Форт Тулуза в сърцето на територията на горните крики при сливането на реките Куса и Талапуса. Изплашени, че криките ще преминат на страната на французите, англичаните бързо възстановяват търговията с долните крики. През май 1718 г. главният мико на ковета кани представители на Великобритания, Франция и Испания да се срещнат с лидерите на горните и долните крики. На последвалия съвет вождовете на племената обявяват твърдо, че ще бъдат неутрални в съперничеството между колониалните сили. Същата година испанците построяват Президио де Сан Маркос де Апалачи на Апалачи Бей. През 1722 г. британците построяват Форт Кинг Джордж при устието на река Алтамаха. Така трите европейски сили се установяват по границите на крикската територия, но стратегията на неутралитет позволява на криките да играят ролята на балансьор между трите съперничещи сили. През 1736 г. испанските и британските власти установяват неутрална зона между реките Алтамаха и Сейнт Джонс, в която гарантират на индианците неприкосновеност при лов и търговия. Около 1750 г. една група крики се премества в неутралната зона. Тази група впоследствие се превръща в новото племе семиноли.
През 1763 г. Франция губи своите американски колонии и английските заселници от изток бързо разширяват селищата си на запад. По време на Войната за независимост горните крики взимат страната на британците и участват заедно с чикамауга във войната срещу заселниците в Тенеси. Долните крики отначало остават неутрални, но през 1779 г. някои от тях също се съюзяват с британците. След края на войната през 1783 г. долните крики отстъпват 2100 кв. км от земите си на щата Джорджия.

### Отношения със САЩ
През лятото на 1790 г. лидерите на долните крики подписват договор със САЩ в Ню Йорк, с който правителството обещава да изгони белите заселници в индианската територия и да признае криките като суверенна нация. В замяна криките отстъпват голяма част от земите си и обещават да върнат избягалите черни роби, живеещи при тях. През 1796 г. за отговарящ за всички индиански племена южно от река Охайо, в Бюрото по индианските въпроси е назначен Бенджамин Хоукинс. Той лично поема ролята на главен агент при криките. Неговите записки дават ценна информация за племето. Хоукинс е отговорен за 19-годишен мир и просперитет за индианците в региона. През 1805 г. долните крики отстъпват земите си на изток от река Окмулги на щата Джорджия и позволяват изграждането на пътя, свързващ Вашингтон и Ню Орлиънс, да мине през територията им. Междувременно много крикски лидери се сдобиват с черни роби и основават памучни плантации, както и мелници и друг бизнес.
През 1812 г. една фракция крики се присъединява към Текумзе. Те стават известни като Червените пръчки. Това име идва от мускогската традиция да се отбелязва с пръчици дните до настъпване на дадено събитие. Оцветени в червено тези пръчици символизират войната.

#### Крикска война (1813 – 1814)
Крикската война от 1813 г. започва като гражданска война сред мускогите и е резултат на войната от 1812 г. Вдъхновени от красноречието на Текумзе и окуражени от британските търговци, лидерите на Червените пръчки успяват да спечелят подкрепата на повечето горни крики. В съюз с британците те влизат в противоречие с много от водещите лидери на долните крики, които под влиянието на Хоукинс подкрепят американците. Първите сблъсъци между Червените пръчки и американската армия започват през юли 1813 г., когато войниците на Форт Маимс нападат група крики, връщащи се от Пенсакола. На 30 август 1813 г. Червените пръчки, водени от Червения орел (Уйлям Уедърхуд), атакуват Форт Маймс, където бели заселници и техни индиански приятели са потърсили защита. С изненадваща атака фортът е превзет и всички хора вътре са избити. Пощадени са само черните роби. След това масово убийство на над 300 души белите заселници по границата изпадат в паника. Междувременно американските войски отблъскват британците в Канада и сега са свободни да се разправят с криките. Мобилизирайки милициите на Тенеси, Джорджия и Мисисипи, и американската армия, водени от генерал Андрю Джаксън, и подпомагани от съюзници чероки и долни крики нахлуват в страната на горните крики. На 27 март 1814 г. Червените пръчки са победени в битката при Хорс Шу Бенд на река Талапуса. Въпреки че са разгромени и въпреки смъртта на около 3000 крики по време на войната, останалите горни крики се съпротивляват още известно време. В началото на август 1814 г. поставени в безизходица те капитулират и се предават на Джаксън в Уетумка.

#### Цесии
На 9 август 1814 г. лидерите на горните крики са принудени да подпишат договора във Форт Джаксън, с който се слага край на войната и се изисква криките да отстъпят на САЩ 20 милиона акра (81 000 кв. км) – повечето от половината от родината им. В резултат на тази цесия през 1819 г. е създаден щата Алабама. Много мускоги отказват да се предадат или да се съобразят с договора и бягат при семинолите във Флорида. Тези, които са съюзници на американците във войната, също са принудени да се откажат от част от земите си. През 1821 г. долните крики отстъпват земите източно от река Флинт с договора от Индиън Спрингс. С втори договор в Индиън Спрингс през 1825 г. отстъпват и останалите си земи в Джорджия, а на племето са разпределени значителни суми пари за преместването им на река Арканзас. Повечето крики протестират срещу договора и тяхна делегация посещава Вашингтон, за да обсъдят с правителството по-благоприятен договор. В резултат на договорите от Форт Джаксън (1814) и от Вашингтон (1826), криките са ограничени до една малка ивица земя в централната част на източна Алабама.

#### Отстраняване
През 1829 г. Андрю Джаксън е избран за президент на Съединените щати и прокарва Закона за преместването на всички югоизточни племена на запад от Мисисипи. След ожесточени дебати законът е приет от Сената и подписан от Джаксън на 30 юни 1830 г. В резултат на този закон през 1832 г. с договора от Кусета, племенният съвет на криките отстъпва и последните крикски земи източно от Мисисипи в замяна на други в Индианската територия. Повечето крики са преместени през 1834 г. Някои успяват да останат в Алабама и Флорида, където продължават да живеят и в наши дни.
В Оклахома долните крики се заселват в района Трий Форкс на река Арканзас, а горните се установяват по Норд Форк, Дийп Крийк и Канейдиън. Старата конфронтация от времето на Крикската война продължава и тук, но през 1840 г. различията са изгладени и е създаден нов Съвет на нацията. Започва нова ера в развитието на племето, но всичко постигнато е разрушено от Гражданската война. При избухването на войната повечето крики отказват да се съюзят с Конфедерацията и търсят помощ от Федералното правителство. Правителството дава разпореждане на лоялните индианци да се придвижат до Форт Рау в Канзас. След войната криките подписват нов договор със САЩ и избират нов племенен съвет, чието седалище става Окмулги – Оклахома. През 1867 г. е избрана нова конституция на племето. Периодът на възстановяване започва отново и докато криките са оставени да се справят със собствени сили, народът просперира. Построени са нови сгради, училища и църкви, а племенното правителство става най-големият работодател. След приемането на Закона Дос през 1892 г. племенният съвет е разпуснат, а земите са преразпределени между членовете на племето.
Асимилационната политика на САЩ и преразпределянето на земите имат за цел да премахнат законовите пречки за провъзгласяването на Оклахома за щат през 1907 г. В резултат на това криките губят над 2 милиона акра от определените им земи. След приемането на Закона за индианската реорганизация през 1934 г. на племето е разрешено да избира свой главен вожд и племенен съвет. С избирането на нов племенен съвет и възвръщане на самоуправлението нацията започва ново развитие нагоре. Въпреки многото перипетии през годините, културата, езика, церемониите и много от занаятите се радват на значително възраждане и са още живи в началото на 21 век.

### Съвременни мускоги
Мускоги (Крийк) Нацията на Оклахома е федерално призната суверенна нация, която контролира общо 143 500 акра земя в осем окръга на североизточна Оклахома. Освен това има три федерално признати групи като отделни племенни градове – Киаледжи Племенен град в Уетумка, Тлоптлоко Племенен град в Окима и Алабама – Куасарте Племенен град в Хенриета.
На 11 август 1984 г., след дълго чакане Порч групата на индианците крики получава федерално признаване и резерват от 1 кв. км. Групата е единственото федерално признато племе в щата Алабама.
Има няколко групи, които не са получили федерално признаване:
- Ма Чис долни крики индианското племе на Алабама
- Долни мускоги – крийк племето на изток от Мисисипи в Кайро – Джорджия
- Крийк източно от Мисисипи в Молино. Флорида
- Клана Норд Бей на племето долни крики – мускоги в Лин Хейвън – Флорида
- Стар клан на мускоги крийк племето на Пайк Каунти – Алабама
- Флорида племето на източните крийк индианци в Брус – Флорида[2]